# Corchoropsis tomentosa
Corchoropsis tomentosa är en malvaväxtart som först beskrevs av Carl Peter Thunberg, och fick sitt nu gällande namn av Tomitaro Makino. Corchoropsis tomentosa ingår i släktet Corchoropsis och familjen malvaväxter. Utöver nominatformen finns också underarten C. t. psilocarpa.